# Porcellionides asifensis
Porcellionides asifensis là một loài chân đều trong họ Porcellionidae. Loài này được Verhoeff miêu tả khoa học năm 1938.